# 에반젤린

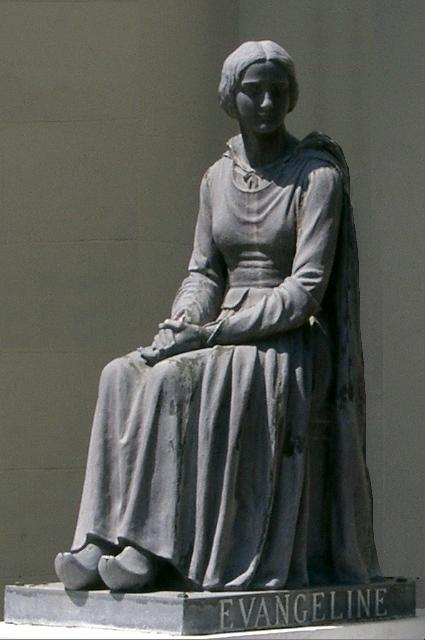
루이지애나주 세인트 마틴빌의 아카디언즈에 있는 기념물

에반젤린(Evangeline, A Tale of Acadie)은 미국의 시인 롱펠로가 영어로 쓴 서사시이다. 1847년에 출판되었다. 이 시는 에반젤린이라는 이름을 가진 아카디아 소녀의 이름을 따서 지었다. 아카디아 추방 시기에 설정된 사랑하는 연인 가브리엘을 잃어버린 소녀가 사랑을 찾는 내용이다.
이 시에 대한 아이디어는 롱펠로의 친구인 나다니엘 호손으로부터 시상을 가져온 것이다. 롱펠로는 그리스어와 라틴어의 고전을 모방하여 강약약 형식의 헥사미터(6보격)를 사용했지만 그러한 선택은 비판을 받았다. 이 시는 평생 동안 롱펠로의 가장 유명한 작품이 되었고, 그의 가장 인기 있고, 오래 읽혀진 작품 중 하나이다.
이 시는 19세기와 20세기에 아카디아 역사와 정체성을 정의하는데 강력한 영향을 미쳤다. 최근의 학계는 시에서 간과한 역사적인 오류와 복잡한 추방의 전후 관계와 관련자들을 밝혀냈다.

## 플롯
에반젤린은 에반젤린 벨르폰텐느라는 이름을 가진 가상의 아카디아 소녀의 약혼과 그녀의 연인 가브리엘 라주네스와 대격변기에 영국이 아카디아에서 아카디아인을 추방하는 것을 설명하고 있다. 이 시는 이후 에반젤린을 따라가며 그가 연인을 찾아 몇 년을 헤맬 때 미국의 풍경을 가로지른다. 때로는 가브리엘에 가까이에 있으면서, 가까이 있다는 것을 깨닫지 못하고 있다. 마침내 그녀는 필라델피아에 정착하게 되고, 늙은 여자로서, 가난한 자 가운데 자비의 수녀로 일하게 된다. 유행병에 걸려 죽어가는 사람들을 돌보다가 가브리엘을 병자들 사이에서 발견하게 되고, 그는 그녀의 품속에서 숨을 거두게 된다.